# Phallodriloides singularis
Phallodriloides singularis är en ringmaskart som först beskrevs av Erséus 1990.  Phallodriloides singularis ingår i släktet Phallodriloides och familjen glattmaskar. Inga underarter finns listade i Catalogue of Life.